# Паап, Эндель Альфредович
Э́ндель Альфре́дович Па́ап (эст. Endel Paap; род. 8 сентября 1938, Хайгри, волость Выру, Вырумаа, Эстония) — советский шахтёр, Герой Социалистического Труда, член Рийгикогу 9-го созыва, почётный гражданин города Йыхви.

## Биография
Родился в деревне Хайгри, Выруской волости в многодетной крестьянской семье. В 1952 году окончил семилетнюю школу и поступил в ветеринарный техникум в Валимела. После окончания техникума в 1956 году работал ветеринаром. В 1957 году был призван в Советскую Армию. После увольнения в запас в 1960 году пошёл работать на сланцевую шахту № 2 в Йыхви. Через 13 лет в 1972 году перешёл на шахту «Эстония», работал бригадиром проходчиков.
В 1979 году указом Президиума Верховного Совета СССР Энделю Паапу было присвоено звание Героя Социалистического Труда за бесперебойное обеспечение топливом в условиях суровой зимы электростанций, снабжающих энергией Ленинград и северо-запад России.
1986 году он стал председателем профсоюзного комитета производственного объединения «Эстонсланец».
В 1974 году стал членом КПСС, в 1981—1986 годах был членом Центрального Комитета Коммунистической Партии Эстонии. Избирался членом Верховного Совета Эстонской ССР в котором занимал должность заместителя председателя Комитета по промышленности. В 1984 — 1989 годах был членом Верховного Совета СССР XI созыва.
В 1999—2003 годах был членом Рийгикогу IX созыва от Социал-демократической партии труда. В 2001 году перешёл в Центристскую партию Эстонии.
С августа 2013 года — Почётный гражданин города Йыхви.

## Награды
- Орден Трудового Красного Знамени
- Медаль «Серп и Молот»
- Орден Ленина
- Медаль «Ветеран труда»